# Убејд Закани
Низам ел Дин Убејдулах Закани (персијски: خواجه نظام‌الدین عبیدالله زاکانی‎), или скраћено „Убејд Закан”и, (персијски: عبید زاکانی), био је персијски песник и сатиричар 14. века (монголски период) из града Казвина. Школовао се у Ширазу код најбољих учитеља свога доба, али се после преселио назад у свој родни град. Ипак, више је волео Шираз од Казвина јер је у Ширазу, исто као и млади Хафиз, био дворски песник шаха Абу Исхака.
Дела Убејда Заканија су позната по сатири и опсценим стиховима и често политичке или скаредне природе. Закани је написао „Ресале-је делгоша” (По„сланица која раздражује срце) и „Ахлак ал-ашраф” (Морал племенитих), а треба поменути и чувену хумористичку басну испевану у форми месневије „Муш о горбе” (Миш и мачка), која је у ствари политичка сатира. Његови озбиљни класични стихови који нису сатира, сматрају се веома добро написаним и у истом су рангу са стиховима других великана персијске поезије. Закани је један од најистакнутијих песника, сатиричара и друштвених критичара из Ирана (Персије) чија дела у прошлости нису добила заслужену пажњу. Његова дела су преведена на руски. дански, италијански, енглески и немачки језик.

## Биографија
Док се школовао у Ширазу, Убејд је постао један од најуспешнијих интелектуалаца свог времена, стекавши широка знања из свих уметности и о којима је писао књиге и посланице. После неког времена се вратио у Казвин где је постављен за судију, а изабран је и за тутора и учитеља многе младе господе. У то време Турци су чинили многа злодела у Персији и услед интеракције са њима карактер Персијанаца се толико изменио и искварио, да је Убејд Закани згрожен тиме на сваки могућин начин покушавао да укаже на то и врати их на прави пут. Због тога је, као пример исквареног морала тог доба и људи који су тада живели, написао посланицу познату као „Ахлак ал-ашраф” (Морал племенитих) која није била замишљена као пука скарадност, већ као сатира која садржи озбиљна размиљшања и мудра упозорења. Слично томе, како би дочарао ниво интелигенције и степен знања водећих људи Казвина, од који су сви били пример глупости и игноранције, у своје дело „Ресале-је делгоша” (Посланица која раздражује срце) укључио је многе анегдоте од којих свака садржи поуку за разборите људе.
Заканијева дела „Ресале-је сад” (Посланица сто савета) и „Тарифат” (Дефиницје) су доказ његових достигнућа, искустава, учености и мудрости. Треба поменути да је Закани саставио посланицу „Илм-е мани ва бајан” (Реторика, о значењу и стилу) коју је желео да презентује краљу. Дворани и краљеви миљеници су му међутим рекли да краљу није потребна нека таква којештарија. Затим је Закани испевао панегирик који је желео да изрецитује краљу, али му је речено да краљ не воли када га песници исмевају лажима, преувеличавањем и глупавим ласкањем. Накаон тога, Убејд Закани је рекао: „У том случају, ја ћу такође кренути путем дрскости, како би на тај начин добио приступ краљевом најужем кругу људи и постао један од његових блиских дворана и миљеника,“ и то је и учинио. Тако је почео да изговара најбесрамније ствари и најнеприкладније и најекстравагантније досетке, и за то је добио небројане дарове. Тако је Убејд Закани, озбиљан писац, моралиста и панегиричар био приморан датим околностима да постане скаредан сатиричар.
Најупечатљивија одлика озбиљне Заканијеве поезије је стално помињање провинције Фарс и њене престонице Шираза, који је очигледно био много дражи песнику него његов родни град Казвин.
Убејд је писао религијске песме, похвале Богу, Мухамеду и правоверним халифама, али није тврдио да води честити живот нити је то желео.
Сиромаштво и задуженост су били уобичајна свакодневница за Убејда Заканија.

## Дела
- ’Ахлак ал-ашраф’ (Морал племенитих, персијски: اخلاق الاشراف)
- ’Ресале-је делгоша’ (Посланица која раздрагава срце, персијски: رسالهٔ دلگشا)
- ’Муш о горбе’ (Миш и мачка, персијски: موش و گربه)
- ’Ресале-је сад’ (Посланица сто савета, персијски: رسالهٔ صد)
- ’Тарифат’ (Дефиницје, персијски: تعریفات)
- ’Илм-е мани ва бајан’ (Реторика)

## Савременици
- Ибн Јамин (умро 1345. године)
- Хаџе Кермани (умро 1352. године)
- Салман Саваџи (умро 1378. године)
- Хафиз Ширази (умро 1389. године)